# 맥시 (가수)
맥시(Maxi, 1950년 2월 23일 ~ )는 아일랜드의 가수이다. 유로비전 송 콘테스트 1973에서 아일랜드 대표로 참가했다.